# Struktura Teritorialne obrambe Republike Slovenije (1991)
Organizacijska struktura Teritorialne obrambe Republike Slovenije v času slovenske osamosvojitvene vojne (1991).

## Struktura
- Republiška koordinacija
- Republiški štab za teritorialno obrambo

- 2. pokrajinski štab Teritorialne obrambe Republike Slovenije (Novo mesto)

- 21. območni štab Teritorialne obrambe Republike Slovenije (Novo mesto)
- 23. območni štab Teritorialne obrambe Republike Slovenije (Črnomelj)
- 25. območni štab Teritorialne obrambe Republike Slovenije (Brežice)
- 27. območni štab Teritorialne obrambe Republike Slovenije (Ribnica)

- 3. pokrajinski štab Teritorialne obrambe Republike Slovenije (Kranj)

- 31. območni štab Teritorialne obrambe Republike Slovenije (Kranj)
- 33. območni štab Teritorialne obrambe Republike Slovenije (Radovljica)
- 35. območni štab Teritorialne obrambe Republike Slovenije (Škofja Loka)

- 4. pokrajinski štab Teritorialne obrambe Republike Slovenije (Postojna)

- 41. območni štab Teritorialne obrambe Republike Slovenije (Cerknica)
- 43. območni štab Teritorialne obrambe Republike Slovenije (Izola)
- 45. območni štab Teritorialne obrambe Republike Slovenije (Sežana)

- 5. pokrajinski štab Teritorialne obrambe Republike Slovenije (Ljubljana)

- 51. območni štab Teritorialne obrambe Republike Slovenije (Ljubljana)
- 53. območni štab Teritorialne obrambe Republike Slovenije (Logatec)
- 55. območni štab Teritorialne obrambe Republike Slovenije (Domžale)
- 57. območni štab Teritorialne obrambe Republike Slovenije (Grosuplje)

- 6. pokrajinski štab Teritorialne obrambe Republike Slovenije (Nova Gorica)

- 61. območni štab Teritorialne obrambe Republike Slovenije (Nova Gorica)
- 63. območni štab Teritorialne obrambe Republike Slovenije (Tolmin)

- 7. pokrajinski štab Teritorialne obrambe Republike Slovenije (Maribor)

- 71. območni štab Teritorialne obrambe Republike Slovenije (Maribor)
- 73. območni štab Teritorialne obrambe Republike Slovenije (Ljutomer)
- 75. območni štab Teritorialne obrambe Republike Slovenije (Murska Sobota)
- 77. območni štab Teritorialne obrambe Republike Slovenije (Ptuj)
- 79. območni štab Teritorialne obrambe Republike Slovenije (Slovenska Bistrica)

- 8. pokrajinski štab Teritorialne obrambe Republike Slovenije (Celje)

- 81. območni štab Teritorialne obrambe Republike Slovenije (Žalec)
- 83. območni štab Teritorialne obrambe Republike Slovenije (Slovenj Gradec)
- 85. območni štab Teritorialne obrambe Republike Slovenije (Slovenske Konjice)
- 87. območni štab Teritorialne obrambe Republike Slovenije (Trbovlje)
- 89. območni štab Teritorialne obrambe Republike Slovenije (Velenje)

- 30. razvojna skupina/1. specialna brigada MORiS (Kočevska Reka)